# كازوما ميكي
كازوما ميكي (باليابانية: 三木 一磨) (5 أغسطس 1977 في هيوغو في اليابان – )؛ هو لاعب كرة قدم سابق كان يلعب كمدافع.